# Cymothoe aemilius
Cymothoe aemilius är en fjärilsart som beskrevs av Doumet 1859. Cymothoe aemilius ingår i släktet Cymothoe och familjen praktfjärilar. Inga underarter finns listade i Catalogue of Life.